# Helmut Roleder
Helmut Roleder (Freital, 9 oktober 1953) is een (West-)Duits voormalig voetballer die speelde als doelman.

## Carrière
Roleder begon te voetballen bij SV Ebersbach en verhuisde in 1969 naar de jeugdafdeling van VfB Stuttgart, waar hij tot het einde van zijn carrière zou blijven. Hij is uit de jeugd gegroeid en is in het seizoen 1972/73 opgeklommen tot het eerste team. In zijn eerste seizoen in de seniorenafdeling speelde hij vijf wedstrijden in de Bundesliga. Hij debuteerde op 30 september 1972 (4e speeldag) in een 3-1 nederlaag in de uitwedstrijd tegen Hannover 96. In de daaropvolgende twee seizoenen speelde hij negen wedstrijden en aan het eind van het seizoen 1974/75 degradeerde de ploeg naar de 2e Bundesliga Zuid met het Stuttgart-team als 16e in het kampioenschap. Door een vernieuwing was VfB Stuttgart de eerste club die door deze plaatsing gedegradeerd werd - daarvoor was het altijd de 17e en 18e van het kampioenschap. Na twee seizoenen in de tweede divisie, waarin hij 67 van de 76 mogelijke wedstrijden speelde, keerde hij in 1977 terug naar de hoogste Duitse divisie met VfB Stuttgart als kampioen van de 2e Bundesliga Zuid. Hij bleef trouw aan VfB Stuttgart, waarvan hij tot het einde van het seizoen 1986/87 lid was; zijn laatste van 280 Bundesliga-wedstrijden werd op 22 april 1986 (33e speeldag) gespeeld in een 2-1 nederlaag in een uitwedstrijd tegen Bayer 04 Leverkusen. Op 9 april 1983 (27e dag van de wedstrijd) was hij de eerste doelman die werd weggestuurd voor een "noodrem" in de 2-2 remise in de uitwedstrijd tegen VfL Bochum vijf minuten voor het einde van de wedstrijd.
Hij speelde een interland voor West-Duitsland en nam met de Duitse ploeg deel aan het EK voetbal 1984.

## Erelijst
- VfB Stuttgart
  - Landskampioen: 1984

1 Schumacher ·
2 Briegel ·
3 Strack ·
4 K. Förster ·
5 B. Förster ·
6 Rolff ·
7 Brehme ·
8 Allofs ·
9 Völler ·
10 Meier ·
11 Rummenigge  ·
12 Burdenski ·
13 Matthäus ·
14 Falkenmayer ·
15 Stielike ·
16 Bruns ·
17 Littbarski ·
18 Buchwald ·
19 Bommer ·
20 Roleder ·
Coach: Derwall